# شمالتورم

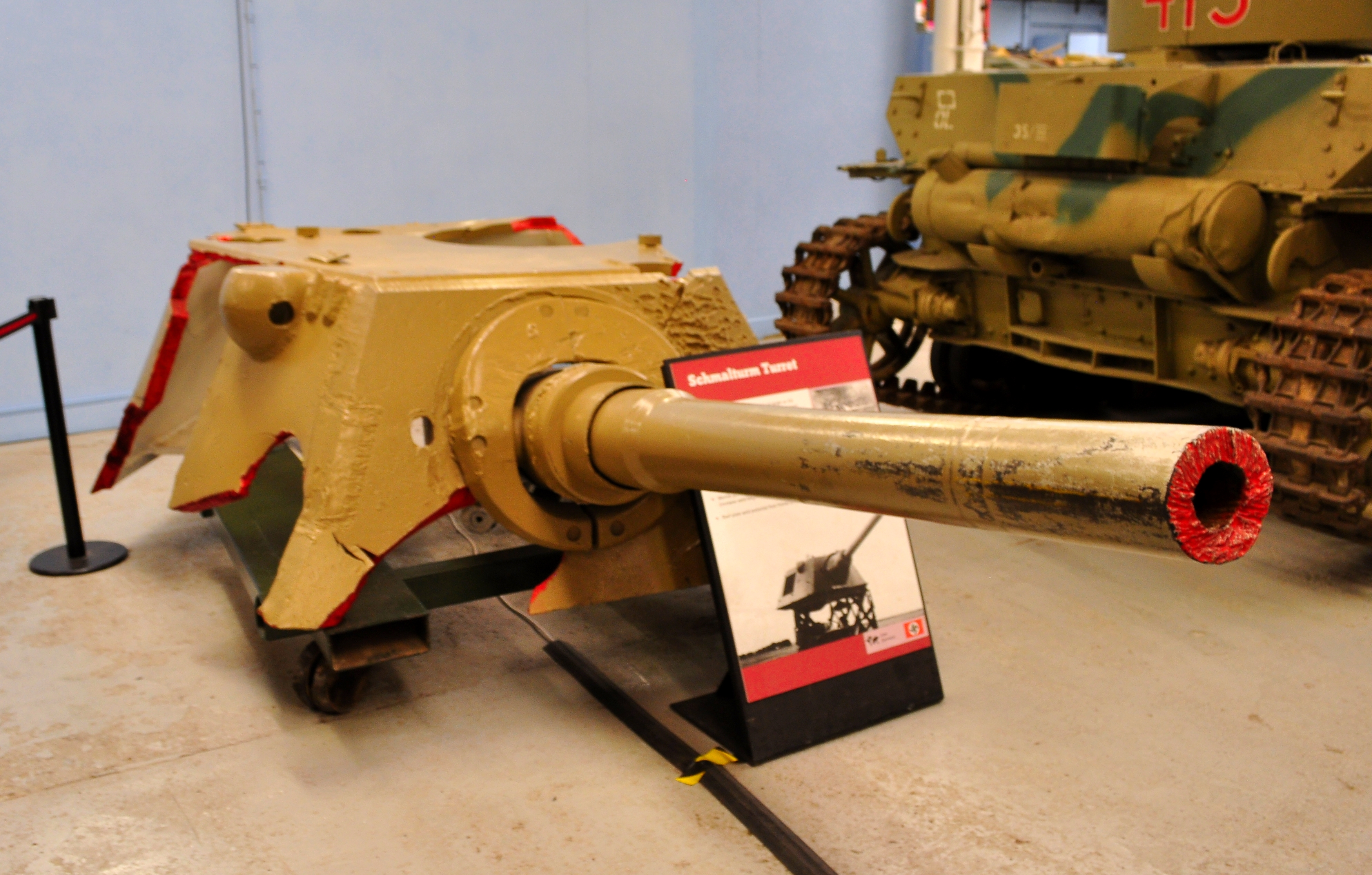

شمالتورم (ألماني لـ «البرج الضيق») عبارة عن برج دبابات مصمم للاستخدام على دبابة بانزر أوسف بي وهي الدبابة المتوسطة بانثر 2 وبانزر-4 وفي كيه 3002 (دي بي) (نموذج أولي للدبابات المتوسطة). شكل البرج يشبه الدبابة السوفيتية تي-34   

## التاريخ

### تصميم دايملر بنز
استخدمت دايملر بنز القليل إن لم يكن شيئًا من تصاميم رينميتال في تصاميمها الخاصة بدبابة شمالتورم. تقدمت الشركة بشكل أسرع بكثير من رينميتال في تصميم وإنتاج رينميتال وبحلول 20 أغسطس 1944، تم دمجها بدبابة بانثر أوسف.جي. التصميمات لم تصل إلى الإنتاج الضخم، ولم تصنع بانثر أف. 